# 王文顯 (1886年)
王文顯（1886年—1968年），字力山，江苏昆山人，中国剧作家，清华大学、圣约翰大学教授，曾任清华大学副校长、代校长。

## 生平
1886年生於英國倫敦的一個華僑家庭。從小在英國讀書，長期在國外受教育。1915年从伦敦大学毕业，獲得文學學士學位，同年進入英國皇家莎學研究會。其后回国，此后曾先后担任清华学校教务长、副校长、代校长。1927年，他利用清华学校教授休假一年的机会来到耶鲁大学师从美国戏剧学泰斗乔治·皮尔斯·贝克教授学习编剧。其间，他写了《梦里京华》和《委曲求全》两部三幕剧。1927年5月，在贝克教授的指导下，耶鲁大学上演了《梦里京华》，1929年11月又上演了《委曲求全》。两剧演出均获成功。
1928年清华学校升格为清华大学，此后他长期任清华大学外国语言文学系系主任，其间曾开设过《外国戏剧》、《近代戏剧》、《莎士比亚》等课程。1937年七七事变后，清华大学南迁，他离开清华大学到上海圣约翰大学任教。抗日战争胜利后，他赴香港，后移居美国，在密西根大學任教，直至1968年在密西根州安娜堡去世。
他的学生中，李健吾、曹禺、张骏祥、杨绛等均在文学上颇有成就。

## 作品
他的剧本均用英文写就。
- 独幕剧（五部）：《媒人》（Love and marriage）、《白狼计》（Bandit cut bandit）、《猎人手册》（Chinese hunter）、《老吴》、《皮货店》[1]
- 三幕剧（两部）：《梦里京华》（Peking Politics，原名《北京政变》）、《委曲求全》（She stoops to compromise）[1]

其作品的中文译本有：
- 委曲求全，李健吾译，北平：人文书店，1932年7月
- 梦里京华：三幕剧, 李健吾译，上海：世界书局，1944年
- 王文显剧作选，李健吾译，北京：人民文学出版社，1983年

他發表的文章和著作有：
- J. Wong-Quincey, "The Far Eastern Championship Games", China's Young Men 10,10 (1915): 429.
- John Wong-Quincey, "The great World War from the Chinese standpoint", n.p., 1915
- John Wong-Quincey, "Educational guide to the United States:for use of Chinese and other oriental students"(留美指南), Commercial Press, Limited, 1921